# Salvador Calvo
Salvador Calvo (Madrid, 12 de agosto de 1970) es un director de cine español.
Se licenció en comunicación audiovisual en la Facultad de Ciencias de la Información de la Universidad Complutense de Madrid en 1993. Ha realizado miniseries y trabajos para la televisión. Entre sus trabajos figuran Alakrana, Niños robados, Motivos personales y Hermanos. En 2016 estrenó su primer largometraje, 1898: Los últimos de Filipinas, y en 2021 ganó el Premio Goya al Mejor director por su segundo largometraje, Adú.

## Trayectoria

### Cine
- 2016 - 1898: Los últimos de Filipinas.
- 2019 - Maras (cortometraje).
- 2020 - Adú.
- 2024 - Valle de sombras.

### Televisión
- 2016-Lo que escondían sus ojos (miniserie de 4 capítulos). Producida por MOD producciones y Mediaset.

- 2015 -El padre de Caín (miniserie de 2 capítulos). Producida por Boomerang TV y Mediaset.

- 2014 - 2015 Los nuestros (miniserie de 3 capítulos). Producida por Multipark y Mediaset.

- 2013 –Las aventuras del capitán Alatriste (4 capítulos de la serie rodada en Budapest). Producida por DLO producciones y Mediaset.

- 2012 - 2013 -Hermanos (miniserie de 6 capítulos, de los cuales ha dirigido 4). Producida por Multipark y Mediaset.

- 2012 -Niños robados (miniserie). Producida por MOD producciones y Mediaset.

- 2012 -Hansel y Gretel (capítulo de una serie llamada Cuentos del siglo XXI en la que se llevan a la actualidad cuentos clásicos) Producida por Antena 3 y Eyeworks.

- 2011 -Mario Conde. Los días de gloria (miniserie). Producida por Telecinco y DLO producciones.

- 2010- La duquesa II (miniserie). Producida por Telecinco y Ficciona Media.

- 2010- Alakrana (miniserie). Producida por Zentropa, Fausto Producciones Y Telecinco Cinema.

- 2009- La duquesa (miniserie). Producida por Telecinco y Ficciona Media.
  - Paquirri (miniserie). Producida por Telecinco y Ficciona Media.
  - Los misterios de Laura capítulo 3 de la serie para TVE. Prod: Ida y Vuelta.

- 2007 - 2008- Sin tetas no hay paraíso,  serie de Telecinco. Prod: Grundy.

- 2007- RIS Científica, serie de Telecinco. Prod: Videomedia.

- 2006- Masala, película para Telecinco. Prod: Flamenco Films. Premio Mejor Director Festival de Cine de Alicante.

- 2006- Los simuladores -episodio “Recursos Humanos”, canal CUATRO. Prod: Notro films y Columbia Pictures.

- 2005 - 2004- Motivos personales, serie de Telecinco. Prod: Ida y Vuelta.

- 2003 Casi perfectos, serie de Antena 3. Prod: Globomedia.

- 2002 Una nueva vida, serie de Telecinco. Prod: Ida y Vuelta.

- 2001 Policías, en el corazón de la calle, serie de  Antena 3. Prod: Globomedia.

## Premios y reconocimientos
El 18 de marzo de 2017 Salvador Calvo recibió el Premio de San Pancracio de Honor del Festival Solidario de Cine Español de Cáceres junto a los actores Roberto Álamo, Laia Marull, Carlos Santos, Ana Castillo y Petra Martínez, el director Koldo Serra y el director artístico y escenógrafo Marcelo Pacheco.
En 2016 estuvo nominado a mejor director novel en la XXXI edición de los Premios Goya por la película 1898: Los últimos de Filipinas.
En 2020 estuvo nominado a mejor cortometraje de ficción en la XXXIV edición de los Premios Goya por el cortometraje Maras.
En 2021 ganó el Premio Goya al mejor director por Adú. Su segunda película estuvo nominada a mejor película del año y cosechó los Goyas a actor revelación, sonido y dirección de producción.